# Paprikás krumpli
Le paprikás krumpli (pommes de terre au paprika) est un mets de la cuisine hongroise à base de pommes de terre. C'est une sorte de ragoût préparé, outre les pommes de terre coupées en morceaux et le paprika, avec de l'oignon, de l'ail, du cumin et des morceaux de kolbász (saucisses) fumées assaisonnées au paprika.
À l'origine, ce plat était préparé par les bergers, qui le faisaient cuire sur un feu ouvert, dans un bogrács (chaudron) suspendu à un trépied. C'est un plat pauvre, substitut du goulash, dans lequel les pommes de terre remplacent la viande. Dans les pays germaniques, l'équivalent est le Kartoffelgulasch (goulash aux pommes de terre).